# Bathroxena heteropalpella
Bathroxena heteropalpella is een vlinder uit de familie van de Meessiidae. Deze soort is voor het eerst wetenschappelijk beschreven als Homosetia heteropalpella door William George Dietz in een publicatie uit 1905.
De soort komt voor in het oosten van de Verenigde Staten.